# Унтерфёринг
Унтерфёринг (нем. Unterföhring) — община в Германии, в земле Бавария. 
Подчиняется административному округу Верхняя Бавария. Входит в состав района Мюнхен.  Население составляет 11 240 человек (на 31 декабря 2016 года). Занимает площадь 12,80 км².

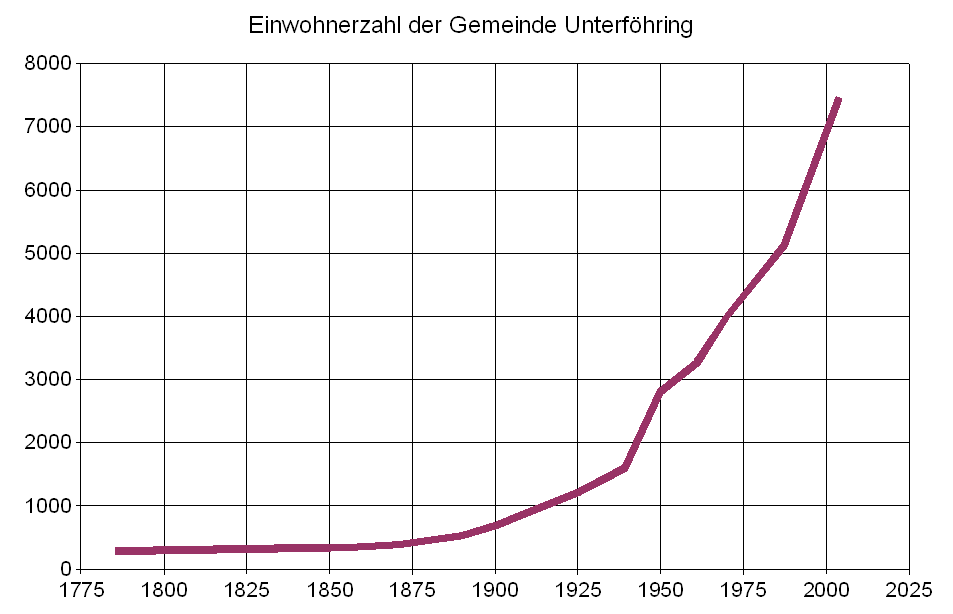
Унтерфёринг